# Ivanhoe Lake (Ivanhoe River)
Der Ivanhoe Lake ist ein See im Sudbury District der kanadischen Provinz Ontario.

## Lage
Der Ivanhoe Lake liegt 10 km südlich von Foleyet unweit des Ontario Highway 101. Der See befindet sich auf einer Höhe von 343 m im Bereich des Kanadischen Schilds. Er ist in zwei Teile gegliedert: einen annähernd kreisförmigen Nordteil mit einem Durchmesser von etwa 3 km und eine sich im Süden anschließende langgestreckte 32 km lange Seitenbucht, in dessen Ende der Ivanhoe River mündet. Die maximale Wassertiefe beträgt ca. 20 m. Der Ivanhoe Lake wird vom Ivanhoe River nach Norden entwässert. Es bestehen zwei Abflüsse – der westliche Old Channel und der östliche New Channel. Über letzteren fließt ein Großteil des Wassers ab. Die beiden Abflussarme vereinigen sich in der Nähe von Foleyet. Am Ausfluss des New Channel befindet sich der Ivanhoe Lake Dam, welcher die abfließende Wassermenge reguliert. 
Der See liegt mit Ausnahme des Nordufers innerhalb des Ivanhoe Provincial Parks. Freizeitaktivitäten wie Boot- oder Kanufahren, Schwimmen und Angeln werden am See angeboten. Folgende Fischarten kommen im Ivanhoe Lake vor: Glasaugenbarsch, Hecht und Heringsmaräne.